# Musel I Mamiconi
Musel (o Musiles) I Mamiconi fou sparapet (generalíssim) d'Armènia del 370 al 376.
El 369 Cilax i Artaban, governadors perses d'Armènia que havien canviat de bàndol, van obtenir el suport d'alguns nobles i van enviar una ambaixada a l'emperador Valent perquè enviés a Pap, príncep refugiat a l'Imperi romà, amb les insígnies reials i un exèrcit. La delegació anava encapçalada per Musel Mamiconi.
Vers el 370 l'emperador Valent va enviar un exèrcit sota el comandament del comte (comites) Arinteus. Els romans van expulsar els perses i Pap fou proclamat rei. Musel Mamiconi, que va tenir un paper destacat a la lluita, fou nomenat sparapet.
Musel va reunir un exèrcit que va ajuntar al dels romans Terenci i Arinteus per combatre els perses allí on encara romanien. La lluita va començar pel districte de Daranaliq, prop de Capadòcia, i va seguir fins a Gandja. Fou molt celebrat l'alliberament del castell de Taronk a la província de Kogovit, on la guarnició armènia resistia des de feia molts mesos. Segons Fauste de Bizanci la batalla decisiva es va lliurar a les fonts del Murad Su i al peu de les muntanyes de Nebad (Nifates) al nord-est del llac Van, a la província de Bagravand. El rei d'Aghuània, Urnair, al servei dels perses, tenia el comandament de la força auxiliar persa i fou fet presoner però Musel li va perdonar la vida, i a més va deixar marxar a les dames perses que havia fet presoneres.
Segons Moisès de Khoren, Simbaci Bagratuní, lloctinent de Musel, va fer presoner Meruzanes Arzeruni, noble armeni al bàndol persa, i el va castigar posant-li una corona de ferro ardent al cap que el va matar, però segons Fauste de Bizanci, Meruzanes es va penedir abans de la batalla i va retornar al camp armeni, i no va morir fins força després.
La segona batalla va tenir lloc a Gandja.
Després Musel va fer tornar a l'obediència als nakharark de Korduq, Tmoriq, Artsakh, Altzniq, Dzophq, Àngel o Angl, i Hanzith. Els districtes d'Uti (Bardaa) Sakasene (Gandja) i Gardman (part oriental del llac Sevan) que pertanyien a Aghuània, foren incorporats a Armènia. També va incorporar el districte de Golt del que no consta que pogués estar ocupar pels aghuans. El riu Kura fou establert com a frontera.
Musel va anar llavors a combatre els ibers i en concret a la gent de Gugarq (Gogarene) que s'havien desfet de la influència armènia i romana i s'havien fet vassalls del Regne d'Ibèria (o sigui de Pèrsia). Musel va arribar fins al Phaitakaran, a la desembocadura del Kura a la mar Càspia, expedició que només devia ser una incursió.
Vers el 373 els romans van pensar a deposar el rei Pap i van estar a punt de fer-ho però el rei, cridat a Cilícia, es va poder escapar fins a Armènia. Contra el que preveia l'emperador romà, Pap va restar lleial a Roma, i Fauste de Bizanci sospita que va ser per consell de Musel Mamiconi. Finalment els romans van deposar Pap el 374 i van proclamar a Varasdat.
Bat o Simbaci Saharuni aspirava al càrrec de sparapet, va acusar davant el nou rei a Musel Mamiconi d'aspirar al tron i de participar amb els romans en l'assassinat de Pap. Varasdat va escoltar-lo i va invitar a Musel a un dinar on Bat Saharuni el va matar. L'assassí fou nomenat sparapet. La casa dels Mamiconi va rebre com a cap a Vatxè Mamiconi (v. 376), però aviat va renunciar en favor de Manuel Mamiconi (v.377).